# یوکوهاما، آئوموری
یوکوهاما، آئوموری (به لاتین: Yokohama, Aomori) یک منطقهٔ مسکونی در ژاپن است که در Kamikita District واقع شده‌است. یوکوهاما ۱۲۶٫۳۸ کیلومتر مربع مساحت و ۴٬۷۱۱ نفر جمعیت دارد.